# Start Czuhujew
Start Czuhujew (ukr. Футбольний клуб «Старт» Чугуїв, Futbolnyj Kłub "Start" Czuhujiw) – ukraiński klub piłkarski z siedzibą w Czuhujewie, w obwodzie charkowskim.

## Historia
Chronologia nazw:
- 1951: Iskra Charków (ukr. ««Іскра» Харків)
- 1951: Iskra Czuhujew (ukr. «Іскра» Чугуїв)
- 1956: Start Czuhujew (ukr. «Старт» Чугуїв)

Piłkarska drużyna Start została założona w mieście Czuhujew w XX wieku. Zespół występował w rozgrywkach mistrzostw i Pucharu obwodu charkowskiego. W 1960 startował w Pucharze Ukraińskiej SRR spośród zespołów amatorskich, gdzie w finale pokonał klub Awanhard Szostka (0:0, 3:1), a w następnym sezonie powtórzył sukces, pokonał Szachtar Smolanka (1:0).
Obecnie pod nazwą kontynuuje występy w rozgrywkach Mistrzostw i Pucharu obwodu.

## Sukcesy
- Puchar Ukraińskiej SRR spośród zespołów amatorskich:

zdobywca: 1960, 1961